# 超重力理論
超重力理論（ちょうじゅうりょくりろん）とは、一般相対論を超対称化した理論、言い方を変えれば局所超対称性の理論である。量子化した際は、単なる一般相対論より紫外発散が弱くなるため、量子重力理論の文脈において1980年代初頭に精力的に研究された。超対称性のゲージ理論と考えることもできる。対応するゲージ場がグラヴィティーノである。

## 概説
素粒子論における粒子の作用やラグランジアンはローレンツ変換に対し不変になるように作られているが、粒子にローレンツ不変性だけを要求した場合、スカラー場やベクトル場などのボゾン場の他に二つの独立なスピノル場を定義することが出来る。超対称性とは、スピノル場（フェルミオン的弦）とボゾン場（ボゾン的弦）の間に対称性が存在する、とする理論である。超場形式では、ボゾン、右手型/左手型フェルミオン、補助場をグラスマン座標の冪で表した「超場（超多重項）」を導入し、超場を用いて作用を構築する。四次元時空座標とグラスマン座標の張る空間を合わせて「超空間」と呼ぶ。標準模型におけるフェルミオンに対する超対称パートナー（超場におけるボゾン場）がスフェルミオン、ベクトル場（ゲージ場）に対する超対称パートナー（超場におけるフェルミオン場）がゲージーノである。
しかし、時空が平坦でない場合（一般座標系の場合）あらゆる時空点で接空間としてしか平坦な座標系（局所ミンコフスキー座標系）を定義することが出来ないため、この局所的に平坦な座標系を変換するローレンツ変換は一般座標の変換に対して変更を受けてしまう。結果、ローレンツ不変性により定義されるフェルミオン場は局所的な場となり、一般座標系の上でフェルミオン場を定義するにはフェルミオン場の定義のズレを補正する補正項（スピン接続項）を導入する必要がある。これを超場形式に拡張した場合、グラスマン座標が局所的に、つまり超対称性が局所対称性となり、対称性を保つために補正項が要求される。超対称変換はボゾン/フェルミオンを変更するので局所的変換に対する補正項は半整数のスピンを稼ぐ場でなくてはならない。これが重力場の超対称パートナーであるグラヴィティーノであり、作用に重力場の超場を含む理論が超重力理論である。
超対称性理論は量子場の理論における輻射補正に現れる二次発散をそれぞれの超対称パートナー同士で打ち消す性質を持っている。他方、重力場の理論は結合定数が負の質量次元を持つゲージ理論であり、くりこみ処方によって全ての発散を吸収しきることは出来ない。つまり通常の場の理論で量子重力理論を構築しようとすると無限の発散が現れてしまい物理的な値の議論が出来なくなってしまう。超対称性はこの発散の内二次発散を取り除くことができるので量子重力理論への足がかりだと考えられていたが、超重力理論を以ってしても全ての発散を取り除くことができないことは自明であり、完全な量子重力理論ではないとする考え方が一般的である。

## 最新の動向
現在の宇宙では超対称性は破れており、超対称性を破る質量を持つグラヴィティーノが宇宙暗黒物質の候補となっている。この際、初期宇宙の発展に対する影響とその結果を調べる超対称宇宙論において理論が応用されている。
また超対称性を破る機構として非自明な構造を持つことができ、重力セクターを含む超対称模型の研究も頻繁に行われている。
また、超弦理論の低エネルギー極限、つまり、弦の長さを点、即ちゼロにすると超重力理論になるので、超弦理論の研究の一部として、さまざまな時空の次元のさまざまな超重力理論とその古典解をしらべることがなされている。
さらに、n次元古典重力理論とn-1次元量子ゲージ理論の間に対応が存在する、とするいわゆるAdS/CFT対応が発見されてからは再び脚光を浴びている。

## 導入
超対称性理論では広域的な対称性であった超対称性を局所的（ゲージ変換）にする。
すなわち、時空の各点で勝手にボソンとフェルミオンを取り替えるような変換Qを考える。
ところが、Qは場のスピンを変える演算子であるため、通常のゲージ対称性と異なり空間の対称性と密接な関係を持っている。
具体的には、Qは以下のような反交換関係を満たす。
{\displaystyle \{Q_{\alpha },(Q_{\beta }){}^{\dagger }\}=P_{\mu }\gamma _{\alpha {\dot {\beta }}}^{\mu }}
Pは時空の並進変換である。すなわち、（反）交換関係が作り出す代数には、時空の各点で座標を勝手に動かすような変換が含まれる。これは一般座標変換に他ならず、この変換に対して共変な理論は必然的に一般相対性理論を含む事になる。

## 特徴
紫外発散が小さくなる他にも、超重力理論には以下のような特徴がある。

### 登場する場の著しい制限
超対称性理論では、登場する場同士が超対称性変換で結びついているため、存在可能な場の種類が少なくなる。
特に空間の次元や、超対称性の個数Nが大きい場合に顕著であり、普通の道具立てで最も超対称性の個数が多い11次元N=1超重力理論では、登場するボソンは重力子の他に3-形式場のみである。
場の量子論及び標準模型の問題点として、場や結合定数の種類という、理論に含める事の出来る任意性が多すぎるという点が挙げられているが、超重力理論はそれらを解決すると期待される。
特に、高次の超対称性理論では物質場はすべて重力子と超対称性で結びついている。この事を重力とそれ以外の力の統一という観点から捉える向きもある。

### 各種ブレーンの存在
超対称性のない重力理論では、ブラックホールは点状のものしか許されない。
ひも状や膜状のブラックブレーンは、たとえそのような重力解を考えても安定にならず、すぐに崩壊してしまう。
しかしこれらが超対称性のチャージを持っていた場合には、それらはチャージ保存のため崩壊せずに存在する事ができる。
だが依然として情報パラドックスは存在し、またブレーンの上で何が起こっているのかが記述できないため、ブレーンワールドのようなシナリオは超重力理論のみから考察する事はできない。

## N=8 超重力理論の有限性
概説で述べられているように、超重力理論が1980年代初頭に注目をあつめた一因として、超対称性の存在により紫外発散が繰り込みが可能になるのではという期待があったことがあげられる。
通常の N=1 超重力理論、また N=2, N=4 超重力理論に関しては、1990年代初頭には繰り込めない発散が生じることが知られていたが、最大の超対称性をもつ N=8 超重力理論に関しては決着はついていなかった。
ところが、2006年になって、超弦理論、M理論を援用した議論から、4次元の N=8 超重力理論は超高エネルギーに至るまで有限な理論なのではないかという傍証があがるようになり、俄に研究が活気づいている。2006年冬には研究会が開かれ、研究の現状に関して意見交換がはかられた。
N=8 超重力理論はカイラリティを破らないなどの理由から、もし現在の予想のようにこの理論が有限な理論であったとしても、現実の素粒子物理を記述する為には役に立たない可能性もある。